# Giovan Battista Nani
Giovan Battista Nani (Venecia, 30 de agosto de 1616 - ibidem, 5 de diciembre de 1678) fue un hombre de Estado e historiador italiano.

## Biografìa
Giovan Battista Nani nació en Venecia en 1616, de una familia patricia; fue 25 años embajador de la República de Venecia en Francia (de 1643 a 1668); desempeñó diversas comisiones en Alemania y llegó a ser por último procurador de San Marcos; tenía además los títulos de historiógrafo, bibliotecario y archivero de la República.
Su principal obra es la Historia de la República de Venecia, en italiano, que forma los tomos VIII y IX de la Colección de los historiadores de Venecia, 1720, en 4°: ha sido traducida al francés por el abate Tallemant, París, 1679, 4 vol. en 12°, y por Masclary, Ámsterdam, 1712, 2 vol. en 12°.

## Obras
- Nani, Giovan Battista (1720). Istoria della repubblica veneta (en italiano) 1. Domenico Lovisa.
- Nani, Giovan Battista (1720). Istoria della repubblica veneta (en italiano) 2. Domenico Lovisa.